# História genética dos povos indígenas da América

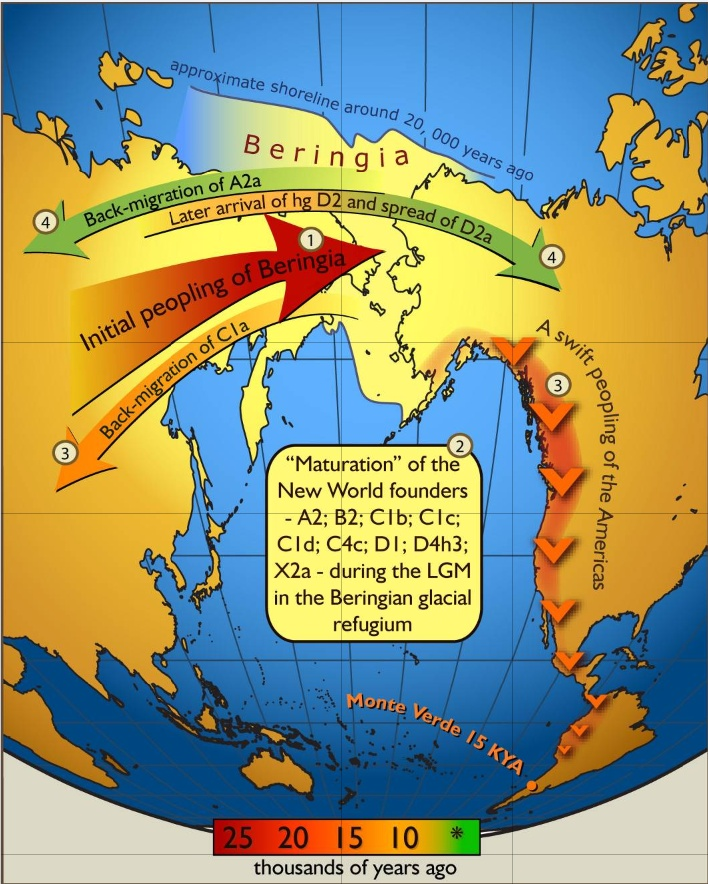
Ilustração esquemática do fluxo gênico de DNA mitocondrial (mtDNA) para dentro e fora da Beríngia, de 25 mil anos atrás até o presente

A história genética dos povos indígenas das Américas (também conhecidos como ameríndios) é dividida em duas épocas distintas: o povoamento inicial das Américas, ocorrido entre aproximadamente 20 a 14 mil anos atrás, e o contato europeu, depois de cerca de 500 anos atrás. O primeiro é o fator determinante para o número de linhagens genéticas, mutações de zigosidade e haplótipos fundadores presentes nas populações indígenas ameríndias de hoje.
Análises do material genético de populações ameríndias e siberianas têm sido utilizadas para argumentar a favor do isolamento precoce das populações fundadoras na Beríngia e para uma migração posterior mais rápida da Sibéria através da Beríngia para o Novo Mundo. A diversidade e distribuição de microssatélites da linhagem Y específica para a América do Sul indica que certas populações ameríndias foram isoladas desde o povoamento inicial da região. As populações na-Dené, inuítes e indígenas do Alasca exibem o Haplogrupo Q-M242 do cromossomo Y; no entanto, são distintos de outros ameríndios com várias mutações de mtDNA e atDNA. Com isso, sugere-se que os primeiros povos que se estabeleceram nos extremos norte da América do Norte e Groenlândia derivaram de populações siberianas que chegaram ali após aqueles que penetraram mais ao sul nas Américas. Estudos de Linguística e Biologia chegaram a uma conclusão semelhante, baseados na análise das línguas ameríndias e distribuições do sistema de grupos sanguíneos ABO.

## Estrutura e diversidade genética dos povos ameríndios
A diversidade genética e a estrutura das populações no continente americano também são medidas, usando marcadores de microssatélites autossômicos genotipados; amostras das Américas do Norte, Central e do Sul foram analisadas, comparando-se com dados semelhantes disponíveis de outras populações autóctones em todo o mundo. As populações ameríndias apresentam uma diversidade genética menor do que as populações de outras regiões continentais. Foi observada uma diminuição da diversidade genética à medida em que se afasta do Estreito de Bering, bem como uma diminuição da similaridade genética com as populações do Alasca (o ponto de entrada genético). Também é observada evidência de um maior nível de diversidade e menor nível de estrutura populacional no oeste da América do Sul em comparação com o leste da América do Sul. Há uma relativa falta de diferenciação entre populações mesoamericanas e andinas, um cenário que implica que as rotas costeiras (neste caso ao longo da costa do Oceano Pacífico) eram mais fáceis para os povos migrantes (mais contribuintes genéticos) percorrerem em comparação com as rotas interiores.

## Origem genética e estudos genéticos
Os ancestrais dos povos indígenas da América se separaram dos povos da Ásia Oriental entre 35 e 25 mil anos atrás e migraram em direção ao norte, chegando ao leste da Sibéria, aonde se miscigenaram com os Antigos Eurasiáticos do Norte (uma população antiga da Sibéria e Ásia Central, diretamente relacionada aos europeus) em algum momento entre 20 e 25 mil anos atrás. Dessa mistura surgiram os ancestrais diretos das populações do extremo nordeste da Sibéria e dos povos indígenas da América (paleoíndios). Geneticamente falando, a ancestralidade dos ameríndios é 60-67% vinda do Leste Asiático e 33-40% vinda dos Antigos Eurasiáticos do Norte.
A migração dos paleoíndios do leste da Sibéria para a América do Norte ocorreu entre 20 e 18 mil anos atrás, em uma ou diversas ondas (ainda é debatido), com rotas debatidas, seja pela travessia a pé pela Beríngia, uma massa de terra que engloba o que é hoje o Estreito de Bering, e uma posterior passagem por um corredor terrestre descongelado no extremo norte do continente, ou por meio da navegação em pequenas embarcações próxima à costa.
O padrão geral emergente sugere que o continente americano foi colonizado por um pequeno grupo de pessoas, cujo tamanho é estimado entre 70 e 250 indivíduos, que cresceu em muitas ordens de magnitude ao longo de 800 a 1000 anos. Os dados também apontam que houve trocas genéticas entre a Ásia, o Ártico e a Groenlândia desde o povoamento inicial das Américas.
Os povos falantes de línguas na-dene, embora majoritariamente intimamente relacionados a outros povos indígenas da América do Norte, possuem cerca de 10% de sua ancestralidade oriunda de uma fonte siberiana intimamente relacionada aos coriacos, não encontrada em outros grupos ameríndios. O contato entre os ancestrais dos falantes de línguas na-dene e este grupo siberiano é sugerido como tendo ocorrido por volta de 9 mil a 5,5 mil anos atrás. Já os inuítes, aleútes e iúpiques herdam quase metade do seu genoma de populações siberianas relacionadas aos atuais chukchis, que chegaram ao extremo norte das Américas entre dez e cinco mil anos atrás e se miscigenaram aos ameríndios que já habitavam o continente há milênios.
Os humanos que povoaram a América do Norte foram se dirigindo cada vez mais ao sul, chegando à América do Sul há 16 mil anos. Ainda é debatido se os indígenas sul-americanos são descendentes de uma única grande migração que cruzou o Istmo do Panamá e povoou esse subcontinente ou se são descendentes de mais de uma onda migratória vinda do norte das Américas.

### Estudos genéticos
De acordo com um estudo genético autossômico de 2012, os ameríndios descendem de, pelo menos, três principais ondas migratórias vindas da Ásia Oriental e Sibéria. Quase todos são descendentes diretos de uma única população ancestral, apelidada de "primeiros americanos". Contudo, aqueles que falam línguas esquimó-aleútes herdam quase metade de sua ancestralidade de uma segunda onda de migrantes e, por outro lado, os falantes de línguas na-dene herdaram um décimo de sua ascendência de uma terceira onda migrante. A ocupação inicial das Américas foi seguida por uma rápida expansão em direção ao sul ao longo da costa oeste, com pouco fluxo gênico posterior, especialmente na América do Sul. Uma exceção são os chibchas da Colômbia, cuja ascendência vem da América do Norte e do Sul.
Em 2014, foi sequenciado o DNA autossômico do fóssil Anzick-1, que pertenceu a um bebê que viveu há 12,5 mil anos no estado estadunidense de Montana, cujas ossadas foram encontradas junto com vários artefatos da Cultura Clóvis. Comparando-se o material genético do fóssil de Anzick-1 com o de sítios arqueológicos da Sibéria, constatou-se que o DNA do bebê possui fortes afinidades com o de todas as populações ameríndias, o que comprova a origem dos povos indígenas da América na Sibéria. Também, por meio do mesmo estudo genético, descartou-se que determinado indivíduo tivesse qualquer afinidade próxima com fontes europeias (a chamada hipótese Solutreana).
Os estudos linguísticos feitos corroboram os genéticos, pois foram encontrados padrões antigos entre as línguas siberianas e ameríndias.
Dois estudos de DNA autossômico de 2015 confirmaram a origem siberiana dos povos ameríndios. No entanto, um antigo sinal de ancestralidade compartilhada (de 3 a 5%) com os australo-melanésios (aborígenes australianos, melanésios e andamaneses) foi detectado entre algumas etnias indígenas da Amazônia, como os suruís e os karitianas, e nos xavantes. Posteriormente encontrado nos guarani-kaiowás do Brasil e nos chotunas do Peru, esse sinal, denominado de “população Y”, foi mais recentemente vinculado a uma população antiga do Leste Asiático, que pode ser associada ao homem de Tianyuan, e que é ancestral dos modernos asiáticos orientais. Houve um fluxo genético precoce, de uma fonte próxima a Tianyuan, nos povos da Australásia. A principal migração saindo da Sibéria para as Américas teria acontecido há 23 mil anos.
Um estudo de 2018 analisou amostras de DNA paleoindígenas datadas de mais de onze mil anos. Foi apontado que todos os ameríndios descendem de uma única população fundadora que, inicialmente, se separou dos ancestrais dos povos da Ásia Oriental e Sudeste Asiático e dos Jōmon há cerca de 36 mil anos. Foram fornecidas pelos autores evidências de que as linhagens dos povos indígenas da América do Norte e do Sul se separaram há aproximadamente 19 mil anos. Uma amostra paleoíndia de 16000 a.C. de Idaho, a qual é craniometricamente semelhante aos povos indígenas da América, bem como os nativos da Sibéria, foi encontrada em grande parte geneticamente na Eurásia Oriental e mostrou grande afinidade com os asiáticos orientais atuais, bem como os Jomon, confirmando que os ameríndios ancestrais se separaram de uma fonte Eurasiática Oriental em algum lugar no leste da Sibéria.
Outro estudo, publicado na revista Nature em 2018, concluiu, também, que o fluxo gênico entre os ancestrais dos ameríndios e dos siberianos persisitu até 27 mil anos atrás, antes de se isolarem nas Américas há 24 mil anos. Há, também, evidências de uma migração de volta das Américas para a Sibéria depois de 11.500 a.C.
Um estudo publicado na revista Cell em 2018 concluiu, por meio da análise de 49 amostras antigas paleoíndias de todas as Américas, que todos os ameríndios descendem de uma única população, cujas origens estão na mistura de uma população antiga dos asiáticos orientais com os Antigos Eurasiáticos do Norte (ANE). Esse artigo também constatou que a América do Sul foi povoada por três ondas migratórias vindas da América do Norte: a primeira, que chegou há aproximadamente 15 mil anos, tinha seus indivíduos geneticamente muito próximos à Cultura Clóvis; a segunda, ocorrida há 9 mil anos, cujos indivíduos são os ancestrais dos povos indígenas da América do Sul encontrados pelos colonizadores e a terceira, que chegou há 4,2 mil anos, se fixou nos Andes centrais. Os cientistas também rejeitaram a teoria do brasileiro Walter Neves de que a América foi povoada por dois grupos distintos - um, mais antigo, de morfologia australoide e outro, de morfologia mongoloide, ancestral dos povos indígenas da América, - e constataram que o DNA do povo de Lagoa Santa, ao qual pertenceu o fóssil denominado Luzia, era ameríndio, próximo ao da Cultura Clóvis.
Um artigo de revisão publicado na revista Nature em 2021, que resumiu os resultados de estudos genômicos anteriores, concluiu, da mesma forma, que todos os ameríndios descendem do movimento do nordeste da Ásia para as Américas. Seus ancestrais, uma vez ao sul das camadas de gelo do extremo norte da América do Norte, se espalharam rapidamente pelo continente americano e se ramificaram em vários grupos, os quais, mais tarde, deram origem aos principais subgrupos dos indígenas da América. O estudo também descartou a existência de uma população hipotética não-mongoloide (sugerida como relacionada aos aborígenes australianos e papuas), às vezes chamada de "paleoamericana". Os autores explicaram que tais alegações anteriores foram baseadas em um eco genético mal interpretado, que foi revelado para representar o fluxo gênico da Eurásia Oriental (próximo, mas distinto da antiga linhagem do homem de Tianyuan, encontrado na China e datado de mais de 40 mil anos atrás) em populações australo-melanésias.

## Linhagens paternas

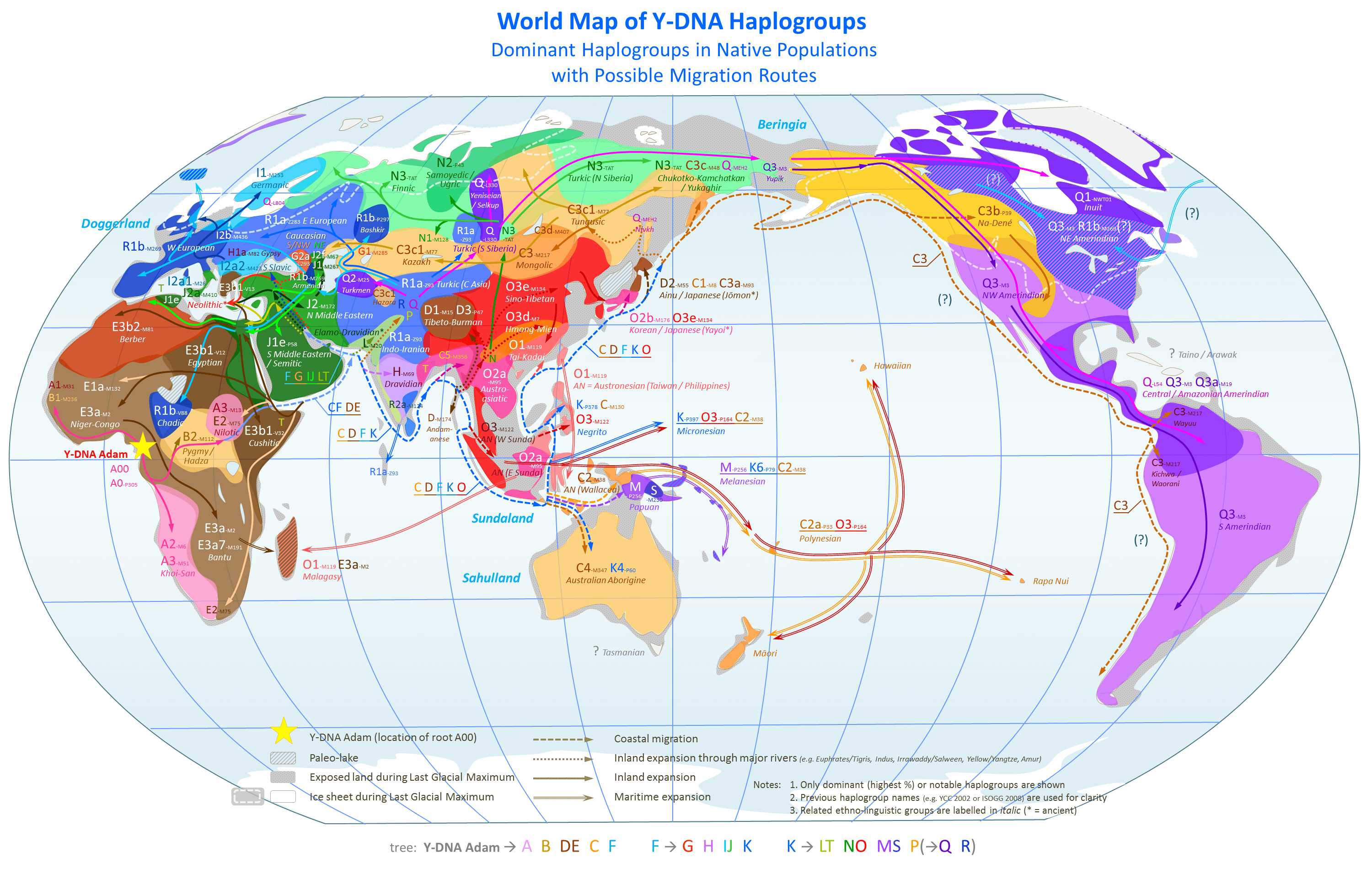
Mapa dos Haplogrupos do cromossomo Y humano dominantes nas populações pré-coloniais e as rotas de migrações propostas.

Uma origem na Sibéria Central foi suposta para a linhagem paterna das populações-fonte da migração original para as Américas.
A participação dos haplogrupos Q e C3b pressupõe a descendência por linhagem paterna dos indígenas da América.
A diversidade e a distribuição de microssatélites de uma linhagem paterna específica para a América do Sul sugere que certas populações ameríndias ficaram isoladas após o assentamento inicial de suas regiões. Os na-Dené, inuítes e nativos do Alasca exibem mutações do haplogrupo Q, mas são distintas de outros indígenas do continente americano com várias mutações dos DNAs mitocondrial e autossômico. Isso sugere que os primeiros habitantes do extremos norte da América do Norte e da Groenlândia são de populações siberianas posteriores.

### Haplogrupo Q

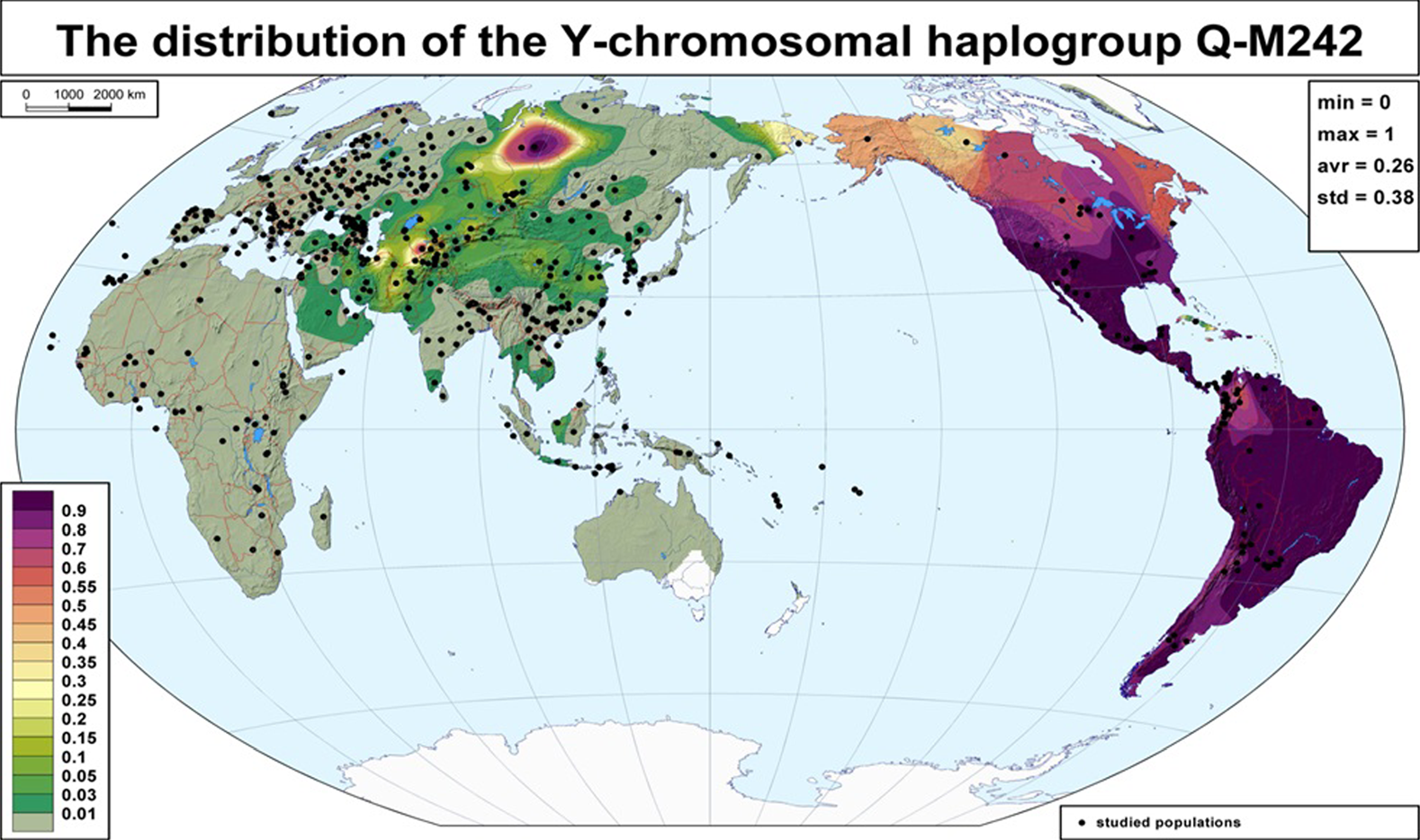
Frequência do haplogrupo do cromossomo Y Q-M242.

Uma das mutações do Haplogrupo patrilinear Q é a Q-M242. O haplogrupo Q é encontrado em povos indígenas da Sibéria, como os modernos chukchi e koryak, bem como algumas etnias do Sudeste Asiático, como os Dayak da Indonésia. Em particular, são dois os grupos que apresentam grandes concentrações da mutação Q-M242: os ket (93,8%) e selkup (66,4%). Acreditam-se que os únicos sobreviventes dos caçadores-coletores siberianos são os ket. São um povo com poucos indivíduos, haja vista que há menos de 1.500 ket na Rússia. Já os selkup têm uma população ainda pequena, com cerca de 4.250 indivíduos.
Durante o povoamento das Américas, com a travessia da Beríngia, alguns dos ancestrais dos ameríndios possuíam a mutação Q-M242. Um membro dessa população inicial sofreu uma mutação genética, definindo sua população descendente, conhecida pela mutação Q-M3 (SNP). Seus descendentes migraram por todas as Américas.
Haplogrupo Q-M3 é definido pela presença do rs3894 (M3) (SNP). A mutação Q-M3 surgiu há aproximadamente 15 mil anos, com a chegada dos paleoíndios. Q-M3 é o haplótipo predominante nas Américas, com uma prevalência de 83% nos indígenas sul-americanos, 50% nos Na-Dené, e, nos esquimó-aleútes, em torno de 46%. Dado o fato de uma migração mínima de Q-M3 na Eurásia, então a mutação provavelmente evoluiu no leste da Beríngia, ou mais especificamente na Península de Seward ou no interior ocidental do Alasca. As rotas terrestres entra América e Ásia foram cortadas com a submersão da Beríngia, com o fim da última Era do Gelo, há aproximadamente 10 mil anos.
Desde a descoberta do haplogrupo Q-M3, vários de seus subclados foram encontrados em populações indígenas da América. Um exemplo está na América do Sul, onde algumas populações possuem alta prevalência de (SNP) M19, o que definide o subclado Q-M19. Por exemplo: M19 foi encontrado em 59% dos homens ticuna, uma etnia que vive na região da tríplice fronteira entre Brasil, Colômbia e Peru, e em 10% dos homens wayuu, um grupo étnico que vive na Colômbia e na Venezuela. M19 aparenta ser exclusivo dos indígenas sul-americanos, tendo surgido entre cinco e dez mil anos atrás. Com isso, foi sugerido o isolamento populacional e talvez até o estabelecimento de grupos tribais que começou logo após a ocupação da América do Sul. Outros subclados ameríndios incluem o Q-L54, Q-Z780, Q-MEH2, Q-SA01 e Q-M346. No Canadá, foram detectadas as linahgens Q-P89.1 e P-NWT01.

### Haplogrupo R1

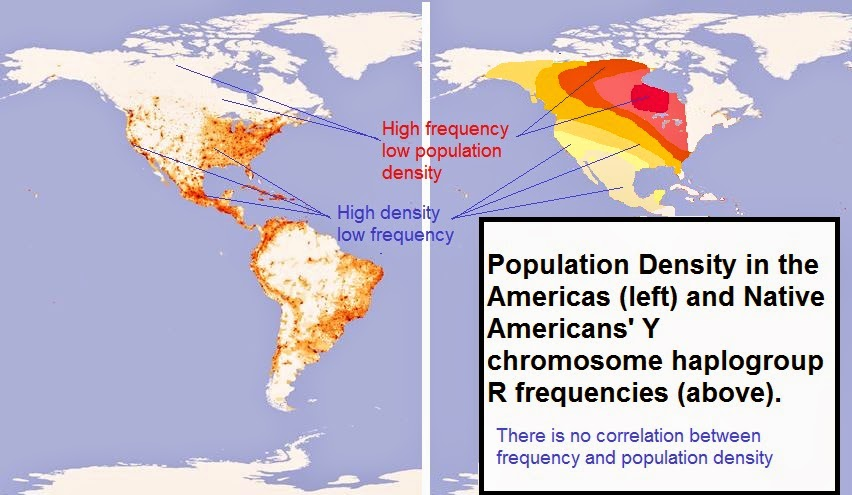
Distribuição do Haplogrupo R1

Haplogrupo R1 do cromossomo Y é o segundo haplótipo mais comum entre os ameríndios, depois do Q. Acredita-se que a distribuição deste haplogrupo está associada ao reassentamento da Eurásia após o último máximo glacial. Uma teoria é a de que este haplogrupo foi introduzido pelos europeus. R1 é muito comum em toda a região da Eurásia, com exceção da Ásia Oriental e do Sudeste Asiático. R1 (M173) é encontrado em grandes proporções em indígenas norte-americanos como os ojibwe (50-79%), seminolas (50%), sioux (50%), cherokee (47%), Tlicho (40%) e Tohono Oʼodham, um ramo dos Pimas (38%).
Raghavan et al. (2014) descobriram o fato de as evidências autossômicas indicarem que o esqueleto de um menino do centro-sul da Sibéria carregando o Haplogrupo R (Menino de Mal'ta) "é basal para os eurasiáticos ocidentais modernos e geneticamente próximo aos ameríndios, não possuindo nenhuma afinidade próxima com os asiáticos orientais. Isso sugere que as populações relacionadas aos eurasiáticos ocidentais modernos tinham uma distribuição mais ao nordeste do que se pensava há 24 mil anos. O sequenciamento de outro sítio arqueológico do centro-sul da Sibéria (Afontova Gora) revelou que "as assinaturas genéticas da Eurásia Ocidental nos ameríndios modernos derivam não apenas da mistura após a chegada deColombo, como comumente se pensa, mas também de uma ascendência mista dos primeiros paleoíndios". É ainda teorizado se "Mal'ta pode ser um elo perdido, um representante de uma população asiática que se misturou tanto aos europeus quanto aos ameríndios".
Na árvore pública FTDNA, dos 626 indígenas da Amérca do Norte apresentando K-YSC0000186, todos são Q, R1b-M269, R1a-M198, R2-M479 e 2 provavelmente não testados além de R1b-M343.

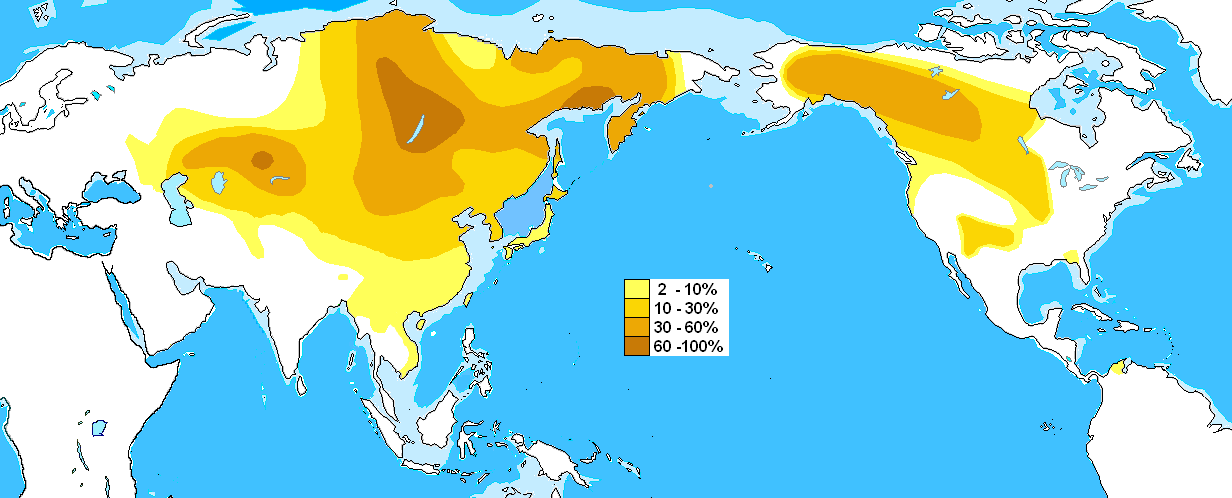
Distribuição do haplogrupo do cromossomo Y C2=C-M217 (YDNA), anteriormente denominado C3.

O haplogrupo C-M217 é encontrado principalmente nos povos nativos da Sibéria, nos mongóis e cazaques, sendo o rao mais difundido e de ocorrência frequente do haplogrupo C-M130 maior. O descendente do haplogrupo C-M217 C-P39 é encontrado com mais frequência nos falantes de línguas na-dene, com maior frequência entre os indígenas atabascanos em 42% e em frequências menores em algumas outras etnias ameríndias. Este ramo distinto e isolado denominado "C-P39" inclui quase todos os cromossomos Y do Haplogrupo C-M217 encontrados entre os povos indígenas das Américas.
Alguns pesquisadores creem que isso pode indicar que a migração Na-Dené ocorreu do Extremo Oriente russo após a colonização paleoíndia inicial, mas antes das modernas expansões dos povos genérica e pejorativamente apelidados de "esquimós".
Além dos Na-Dené, o haplogrupo C-P39 (C2b1a1a) também pode ser encontrado entre outros ameríndios, como os falantes de línguas algonquinas e sioux. C-M217 é encontrado entre os wayuus.

## Linhagens maternas
A ocorrência dos haplogrupos do DNA mitocondrial A, B, C e D tanto em asiáticos orientais quando em ameríndios é reconhecida há muito empo, juntamente com a presença do   haplogrupo X. Como um todo, a maior frequência dos quatro haplogrupos ameríndios está na região das Montanhas Altai e do Lago Baikal, no sul da Sibéria. Alguns subclados dos haplogrupos C e D mais próximos dos subclados dos indígenas da América estão entre os mongóis, japoneses, coreanos e ainus.

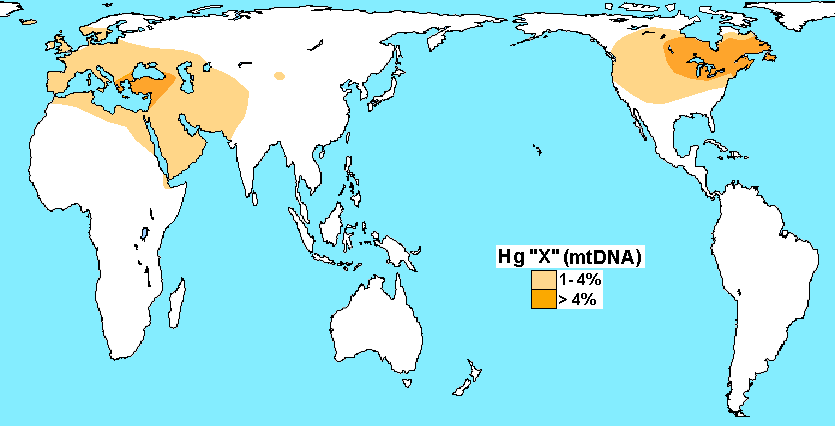
Mapa da distribuição do haplogrupo X do DNA mitocondrial.

Os resultados dos estudos dos haplogrupos do DNA mitocondrial humano (mtDNA) indicaram que os haplogrupos ameríndios, incluindo o haplogrupo X, fazem parte de uma única população fundadora da Ásia Oriental. Também indica que a distribuição dos haplogrupos do DNA mitocondrial e os níveis de divergência de sequência entre grupos linguisticamente semelhantes foram o resultado de múltiplas migrações de populações da Ásia para as Américas, por meio do Estreito de Bering. Todos os mtDNA ameríndios podem ser rastreados até os haplogrupos A, B, C, D e X. Nomeadamente, o DNA mitocondrial dos indígenas da América pertence aos sub-haplogrupos A2, B2, C1b, C1c, C1d, D1 e X2a, com grupos menores C4c, D2a e D4h3a. Isso sugere que 95% do mtDNA ameríndio é descendente de uma população feminina fundadora genética com poucas integrantes, compreendendo os sub-haplogrupos A2, B2, C1b, C1c, C1d e D1. Os 5% restantes são compostos pelos sub-haplogrupos X2a, D2a, C4c e D4h3a.
X é um dos cinco haplogrupos de mtDNA encontrados em povos ameríndios. Ao contrário dos outros principais haplogrupos, não está associado à Ásia Oriental. As sequências genéticas do haplogrupo X se divergiram entre 20 e 30 mil anos atrás para originar os subgrupos X1 e X2. O subclado X2a de X2 ocorre apenas com uma frequência de aproximadamente 3% para toda a atual população indígena das Américas. Apesar disso, X2a é um importante subclado de DNA mitocondrial na América do Norte; entre os algonquinos, compreende até 25% dos tipos de mtDNA. Também está presente em porcentagens mais baixas a oeste e sul desta área, entre os sioux (15%), os nuu-chah-nulth (11-13%), os navajos (7%) e os Yakama do estado de Washington (5%). O Haplogrupo X está mais presente no Oriente Próximo, Cáucaso e Europa Mediterrânea. A teoria mais amplamente aceita para o aparecimento do sub-haplogrupo X2a em terras da América do Norte é a migração, junto com os grupos de DNA mitocondrial A, B, C e D, de uma fonte nas Montanhas Altai. O haplótipo X6 está presente também nos tarahumaras (1,8%) e huichols (20%).
O sequenciamento do DNA mitocondrial de fósseis paleoesquimós, datados de 3.500 anos, indicam que eles são distintos dos ameríndios modernos, enquadrando-se no sub-haplogrupo D2a1, observado entre os aleútes e iúpiques. Isso sugere que os humanos que se assentaram no extremo norte da América do Norte e na Groenlândia originaram-se de populações costeiras siberianas posteriores. Então, começou um intercâmbio genético no extremo norte, introduzido pela Cultura Thule (proto-inuítes) há aproximadamente 800 a 1.000 anos. Esses migrantes finais introduziram os haplogrupos A2a e A2b nas populações paleoesquimós existentes do Canadá e Groenlândia, culminando nos modernos inuítes.

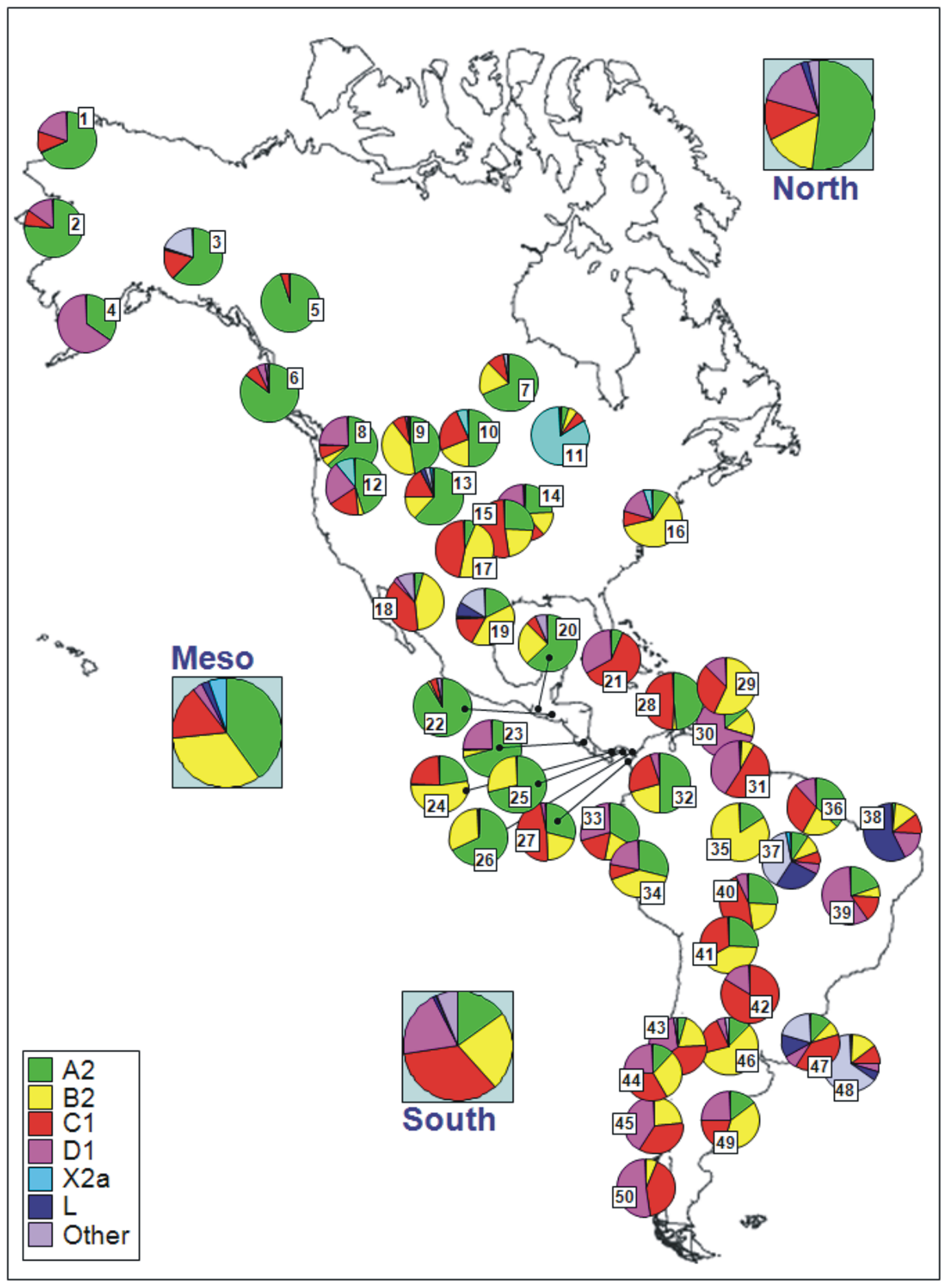
Distribuição dos grupos de DNA mitocondrial em diferentes populações ameríndias.

Um estudo de 2013 na publicado na revista Nature relatou que o DNA encontrado nos restos de 24 mil anos de um menino da cultura Mal'ta-Buret sugere que até um terço da ascendência dos ameríndios pode ser rastreada até os Antigos Eurasiáticos do Norte, e possivelmente "teve uma distribuição mais ao nordeste há 24 mil anos do que se pensava". "Estimamos que 14 a 38% da ancestralidade dos ameríndios pode se originar através do fluxo gênico dessa população antiga", disseram os autores. A professora Kelly Graf disse:
"Nossas descobertas são significativas em dois níveis. Primeiramente, mostra que os siberianos do Paleolítico Superior vieram de uma população diversa de humanos modernos que se espalharam da África para a Europa e a Ásia Central e Meridional. Em segundo lugar, esqueletos paleoindígenas como a Mulher de Buhl, com traços fenotípicos incomuns entre os ameríndios modernos, podem ser explicados pela uma conexão histórica direta com a Sibéria do Paleolítico Superior."
Uma rota através da Beríngia é vista como mais provável do que a hipótese Solutreana. Um resumo publicado em uma edição de 2012 do American Journal of Physical Anthropology afirma que "as semelhanças em idades e distribuições geográficas para C4c e a linhagem X2a analisada anteriormente fornecem suporte ao cenário de uma dupla origem dos paleoíndios. Levando em conta que C4c está profundamente enraizado na porção asiática da filogenia do DNA mitocondrial e é, sem dúvidas, de origem asiática, a descoberta de que C4c e X2a são caracterizados por histórias genéticas paralelas descarta por definitivo a polêmica hipótese de uma rota migratória glacial da Europa para a América do Norte."
Outro estudo, também focado no DNA mitocondrial, revelou que os povos indígenas das Américas têm sua ascendência materna rastreada até algumas linhagens fundadoras da Ásia Oriental, que teriam chegado pelo Estreito de Bering. De acordo com este mesmo estudo, é provável que os ancestrais dos ameríndios tenham permanecido por algum tempo na região da Beríngia e, após isso, teria ocorrido um rápido movimento de assentamento das Américas, levando as linhagens fundadoras para a América do Sul.
Conforme um estudo de 2016, focado no DNA mitocondrial, "uma pequena população chegou às Américas por uma rota costeira há cerca de 16 mil anos, após o isolamento anterior no leste da Berínga por aproximadamente 2,4 a 9 mil anos após a divergência com as populações do Leste da Sibéria. Após uma rápida migração no continente americano, o fluxo genético limitado na América do Sul gerou uma estrutura filogeográfica marcante das populações, a qual persistiu ao longo do tempo. Todas as antigas linhagens de mtDNA detectadas neste estudo estavam ausentes nos indígenas modernos, o que sugere uma alta taxa de desapararecimento. Para uma maior investigação, aplicamos um novo teste de regressão logística múltipla dos componentes principais  para simulações usando a inferência bayesiana. A análise apoiou o cenário de que a colonização europeia causou uma perda substancial das linhagens mitocondriais pré-colombianas".

## Mistura genética

### Beringianos Antigos

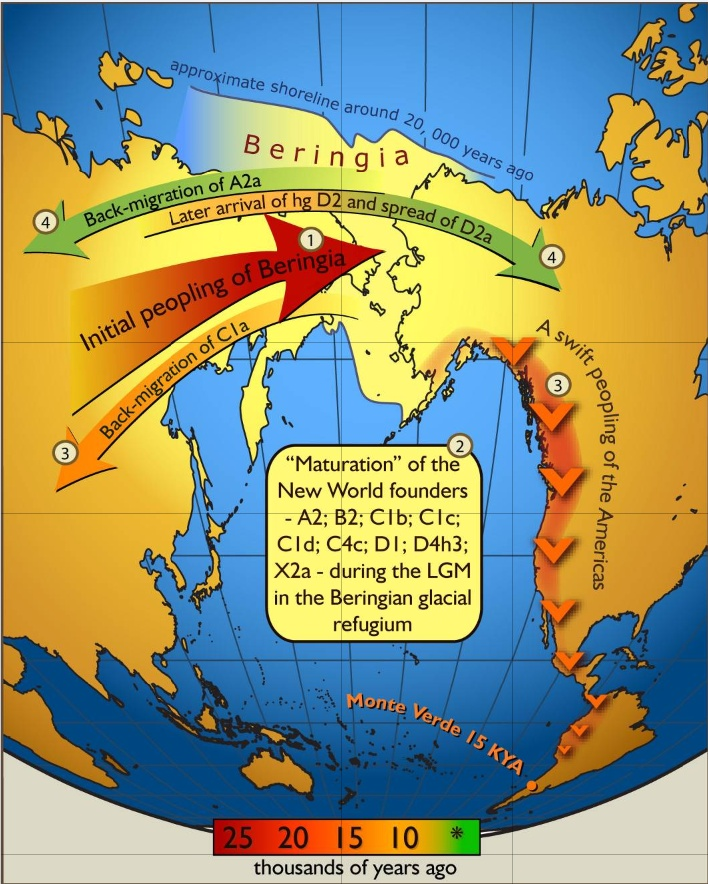
Esquema do fluxo gênico de DNA mitocondrial dentro e fora da Beríngia, com uma cronologia longa e modelo de fonte única.

Recentes descobertas arqueológicas no Alasca descobriram a existência de uma população paleoameríndia academicamente conhecida como "Beringianos Antigos". Embora seja um consenso entre os arqueólogos que os primeiros habitantes da América atravessaram a massa de terra da Beríngia, a questão de existir ou não um grupo fundador ou várias ondas migratórias é algo controverso e gera um debate. Em 2018, o sequenciamento do material genético dos restos mortais de uma garota, encontrados no sítio arqueológico de Sun River, no Alasca, em 2013, provou não corresponder aos dois ramos reconhecidos de ameríndios e que, em vez disso, pertencia aos Beringianos Antigos. Esse avanço é considerado a primeira evidência genética de que houve possivelmente apenas uma onda migratória para as Américas que ocorreu, com ramificação e divisão genética ocorrendo após o fato. É estimado que tal migração teria ocorrido há cerca de 20 mil anos. Os Beringianos Antigos são o grupo ancestral em comum entre todos os povos ameríndios, o que difere nos resultados obtidos em pesquisas anteriores que sugerem que há dois ramos ameríndios, um do norte e outro do sul. Os especialistas também puderam usar evidências gênicas mais amplas para estabelecer o fato de que a diferenciação entre os ramos do norte e sul da América ocorreu no Alasca entre 17 e 14 mil anos, o que desafia ainda mais a hipótese de múltiplas ondas migratórias que ocorreram durante as primeiras etapas do povoamento das Américas.

### Um antigo sinal
Estudos genéticos de 2016 e 2020 com amostras de povos indígenas sul-americanos indicaram evidência de mistura (de 3 a 5%) de uma linhagem separada oriunda de uma população antiga ainda desconhecida, a qual aparenta possuir relações com os australo-melanésios modernos (ou seja, aborígenes australianos e melanésios). Essa população fantasma foi encontrada em algumas etnias indígenas da Amazônia (como os karitianas e os suruís), xavantes, guarani-kaiowás e chotunas e foi apelidada de "População Y", nomenclatura esta derivada do termo tupi "ypykuéra", cujo significado é "ancestral". Um estudo genético publicado em 2021 descartou a existência de um suposto componente hipotético australasiano entre os ameríndios. O sinal de tal componente hipotético também pode ser reproduzido utilizando a amostra do Homem de Tianyuan e, portanto, não representa uma "afinidade real com a Australásia". Os cientistas explicaram que as alegações de uma suposta ascendência australásia foram baseadas em um eco genético mal interpretado, que foi revelado para representar o fluxo gênico da Eurásia Oriental (representado pela antiga amostra do Homem de Tianyuan de mais de 40 mil anos atrás) em aborígenes australianos e papuas, que foi perdido nos modernos asiáticos orientais.

### Colonização europeia

Mapa da distribuição dos povos indígenas da América por região do continente, baseada em autoidentificação.

Substancial miscigenação interracial ocorreu durante e desde a colonização européia das Américas.

##### Américas do Sul e Central
Na América Latina, particularmente, houve uma significativa miscigenação envolvendo a população ameríndia, os europeus e escravizados importados da África subsaariana. A partir do início do século XVIIII, foi desenvolvida uma nomenclatura para se referir aos diferentes grupos multirraciais.
Muitos indivíduos que se autoidentificam como parte de apenas uma raça, na verdade, exibem evidências genéticas de ancestralidade multirracial. A conquista europeia da América do Sul e Central, iniciada no final do século XV, foi incialmente feita por soldados e marinheiros portugueses e espanhóis. Estes conquistadores da Península Ibérica tiveram filhos com mulheres ameríndias e, mais tarde, também com mulheres africanas. Essas crianças multirraciais eram geralmente identificadas por meio de um sistema de castas.

##### América do Norte
O comércio de peles da América do Norte ao longo do século XVI trouxe homens vindos da França e das Ilhas Britânicas e, com a escassez de mulheres europeias, tomaram mulheres indígenas norte-americanas como esposas. Seus descendentes são apelidados de "métis" pelos franceses e pejorativamente pelos ingleses e escoceses como "mixed-bloods" e "country-born".
Os povos indígenas nos Estados Unidos são mais propensos a casamentos inter-raciais do que qualquer outra raça, o que resulta em uma proporção gradativamente menor de ancestralidade ameríndia entre aqueles que se identificam como "indígenas". No censo estadunidense de 2010, quase 3 milhões de pessoas se identificaram como indígenas, incluindo os nativos do Alasca. Isso é baseado na autoidentificação individual, não havendo critérios formais de definir esta designação. Muito numerosa foi o número de pessoas que se identificaram como sendo da etnia cherokee, um fenômeno apelidado de "Síndrome Cherokee", que ocorre quando alguns estadunidenses creem possuir um ancestral cherokee distante, mas sem saberem identificar quais dos seus ancestrais era indígena. O contexto para tal fato ocorrer tal fato é o cultivo de uma "identidade étnica oportunista" relacionada ao prestígio associado à ancestralidade ameríndia. A identificação indígena no leste dos Estados Unidos é mais separada da descendência genética e é adotada sobretudo por pessoas cuja ancestralidade é predominantemente europeia. Algumas tribos adotaram critérios de preservação racial, normalmente por meio de um certificado de grau de sangue indígena e descadastram membros da tribo incapazes de fornecer provas de sua ancestralidade ameríndia. Este tópico tornou-se uma questão polêmica na política das reservas indígenas.

#### Doenças europeias e modificação genética
Uma equipe liderada por Ripan Malhi, um antropólogo da Universidade de Illinois em Urbana, realizou um estudo no qual foi utilizada a técnica científica do sequenciamento do exoma inteiro para testar variantes de genes relacionados ao sistema imunológico em indígenas. Através da análise de DNA indígena antigo e atual, foi descoberto que o HLA-DQA1, gene variante que codifica a proteína responsável pela diferenciação entre células normais de antígenos, estava presente em quase 100% dos restos mortais antigos, mas em apenas 36% dos modernos indígenas, o que sugere que doenças introduzidas da Europa, como a varíola, o sarampo e a gripe, alteraram o cenário de doenças nas Américas, deixando os ameríndios sobreviventes a estas grandes epidemias a carregar variantes como o HLA-DQA1. Isso tornou os organismos dos habitantes indígenas da América menos capazes de combater novas doenças. A mudança na composição genética foi medida pelos pesquisadores como tendo ocorrido há cerca de 175 anos, época em que houve uma grande epidemia de varíola nas Américas.

## Grupos sanguíneos

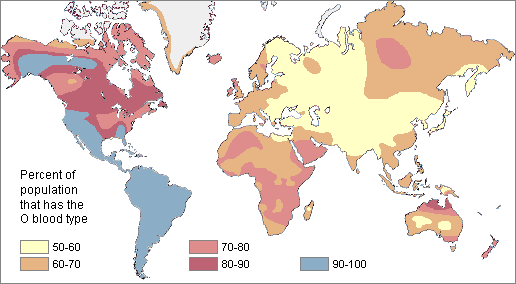
Porcentagem da população detentora do tipo sanguíneo O em todo o mundo.

Antes da confirmação de que o material genético hereditário está no DNA em 1952 pelos cientistas Alfred Hershey e Martha Chase, os pesquisadores usavam proteínas sanguíneas para estudar a variação genética humana. O sistema ABO tem sua descoberta normalmente creditada ao austríaco Karl Landsteiner, em 1900. Os grupos sanguíneos são herdados de ambos os pais. O tipo sanguíneo ABO é controlado por um único gene (o gene ABO ) com três alelos: i, IA e IB.
As pesquisas do casal de médicos polacos Ludwik e Hanka Herschfeld durante a Primeira Guerra Mundial descobriram que as frequências dos grupos sanguíneos A, B e O são bastante diferentes de acordo com a região do mundo. O tipo sanguíneo "O" (resultante da ausência dos alelos A e B) possui uma taxa de 63% em todas as populações humanas, sendo dominante entre os povos ameríndios, em particular entre os das Américas Central e do Sul, com uma frequência próxima a 100%. Nos indígenas da América do Norte, a frequência com que o tipo "A" é encontrado varia entre 16 e 82%, o que sugere novamente que os ancestrais dos ameríndios evoluíram de uma população isolada com um número muito pequeno de de indivíduos.
A explicação convencional para um número tão alto de ameríndios com o tipo sanguíneo "O" ocorre por meio da deriva genética, na qual a pequena natureza dos ameríndios significava a quase ausência de qualquer outro tipo sanguíneo sendo transmitido ao longo do tempo. Outras hipóteses relacionadas incluem a do gargalo, cuja afirmação é de que havia sim altas porcentagens de sangue do tipo A e B entre os indígenas, mas o declínio populacional severo durante o século XVI, causado sobretudo por causa das doenças introduzidas da Europa, resultou em um número imenso de morte dos nativos com tipos sanguíneos A e B. Por coincidência, grande parte dos sobreviventes possuíam o tipo sanguíneo O e transmitiram adiante.
O antígeno Dia do sistema de antígenos Diego foi encontrado apenas em ameríndios, asiáticos orientais e pessoas que possuíam alguma ancestralidade vinda destes grupos. A frequência deste antígeno em vários povos indígenas da América varia de 0 a quase 50%. As diferenças na frequência deste antígeno nas etnias ameríndias tem relação com as principais famílias linguísticas, modificadas pelas condições do ambiente.